# دموکراسی یا دموقراضه
 دموکراسی یا دموقراضه یکی از شناخته شده‌ترین آثار سید مهدی شجاعی است که در سال ۱۳۸۷ توسط انتشارات کتاب نیستان منتشر شده است.

## موضوع
این کتاب در ۱۵ فصل نوشته شده و داستان آن در رابطه با کشور خیالی غربستان و پادشاه آن کشور است که بعد از مرگ خود می‌خواهد با انجام انتخابات، مردم از بین پسران وی پادشاه آینده را برگزینند.
هم‌زمان با انتشار نسخه پی‌دی‌اف کتاب برخی سایت‌ها مدعی جمع‌آوری شدن این کتاب از کتاب‌فروشی‌ها توسط وزارت ارشاد شده بودند ولی پس از آن، روابط عمومی انتشارات نیستان توقیف و جمع‌آوری کتاب مورد نظر را خواست نویسنده آن اعلام کرد. این کتاب از اردیبهشت ماه ۹۲ و با قیمت جدید در نمایشگاه کتاب عرضه شد.
نسخه صوتی این اثر با صدای نویسنده اثر- سید مهدی شجاعی- و همچنین شاهین علایی نژاد در نقش دموقراضه در سال 1394 توسط موسسه نوین کتاب گویا منتشر و به بازار عرضه شد.

## انتشار به سایر زبان‌ها
کارولین کراسی کری این رمان را به زبان انگلیسی ترجمه کرده است. نسخه انگلیسی توسط انتشارات نشر شمع و مه راهی بازار شده است.